# Frans Van der Elst
Frans M.E. Van der Elst (Neder-Over-Heembeek, 13 maart 1920 - aldaar, 28 augustus 1997) was een Belgisch advocaat en politicus voor de Volksunie.

## Biografie
Van der Elst werd als enig kind geboren in een gezin dat tot de kleine burgerij behoorde en niet politiek betrokken was. Zijn vader was bediende in een Brusselse verzekeringsmaatschappij en zijn moeder was huisvrouw. Nadat hij basisonderwijs volgde in zijn geboortedorp, volgde hij een jaar humaniora aan het Collège Sainte Marie in Schaarbeek. Daarna studeerde hij verder aan het Sint-Pieterscollege in Jette. Van 1939 tot 1944 studeerde hij rechten, thomistische wijsbegeerte en politieke en sociale wetenschappen aan de Katholieke Universiteit Leuven. 
Van 1944 tot 1958 was hij advocaat aan de balie van Brussel. Hij pleitte in verschillende repressiezaken, onder andere die van VNV-leider Hendrik Elias, wiens raadsman hij zou blijven. Als legataris van Elias’ archieven publiceerde hij in 1974 de eerste uitgebreide analyse van diens rol als VNV-leider.
Vanaf 1948 speelde Van der Elst een aanzienlijke rol in de herleving van de Vlaamse Beweging en het Vlaams-nationalisme, waarvan hij als publicist, redenaar en als partijvoorzitter van de Volksunie de inhoud mede bepaalde. Bij de parlementsverkiezingen van 1949 stond hij in Brussel op de Vlaams-nationale lijst-Edmond Van Dieren. In deze periode werd er volop gediscussieerd over de heroprichting van een autonome Vlaams-nationale partij. Vanaf 1950 was hij een van de hoofdrolspelers in het Vlaams Comité voor Federalisme, een studie- en drukkingsgroep die in 1954, in samenwerking met Waalse federalisten, een voorstel van federale grondwet voor België publiceerde. In 1951 hield hij zijn eerste publieke pleidooi voor amnestie. Bovendien speelde hij tussen 1948 en 1951 een belangrijke rol in de heroprichting van de Brusselse en Antwerpse afdeling van het Algemeen-Nederlands Verbond en was hij van 1951 tot 1958 secretaris van het Algemeen Vlaams Oud-Hoogstudentenverbond.
In 1954 werd Van der Elst medeoprichter van de Christelijke Vlaamse Volksunie, die nog tijdens datzelfde jaar de Volksunie werd. Van 1955 tot 1975 was hij partijvoorzitter. Van 1973 tot 1975 was hij zijn voorzitterschap gesplitst in twee functies: Van der Elst was de algemene voorzitter van de partij, terwijl Hugo Schiltz optrad als voorzitter van het partijbestuur. Na het einde van zijn partijvoorzitterschap bleef hij lid van het partijbestuur van zijn partij.
Voor de Volksunie zetelde hij van 1958 tot 1974 voor het arrondissement Antwerpen in de Kamer van volksvertegenwoordigers. Vervolgens was hij van 1974 tot 1985 lid van de Belgische Senaat: van 1974 tot 1977 als rechtstreeks gekozen senator voor het arrondissement Antwerpen en van 1977 tot 1985 als gecoöpteerd senator. Van 1977 tot 1985 was hij in de Senaat fractievoorzitter voor de VU en van 1968 tot 1985 eveneens afgevaardigde in de Raadgevende Interparlementaire Beneluxraad. 
In de periode december 1971-oktober 1980 zetelde hij als gevolg van het toen bestaande dubbelmandaat ook in de Cultuurraad voor de Nederlandse Cultuurgemeenschap, die op 7 december 1971 werd geïnstalleerd. Vanaf 21 oktober 1980 tot november 1981 was hij tevens korte tijd lid van de Vlaamse Raad, de opvolger van de Cultuurraad en de voorloper van het huidige Vlaams Parlement. In 1983 werd hij de allereerste Vlaams-nationalistische minister van staat.
Van 1958 tot het einde van de jaren 1960 was Van der Elst de woordvoerder van zijn partij in alle belangrijke parlementaire debatten. Het vertrouwen van de Vlaams-nationalisten in Van der Elst kwam voor het eerst onder zware druk toen de Volksunie in de periode 1977-1978 de Egmont- en de Stuyvenbergakkoorden ondertekende en toetrad tot de Belgische regering. Na het Egmont-experiment trok hij zich systematisch terug uit het politieke leven. Na zijn politieke carrière kocht hij een buitenverblijf op het Zwartland in Zemst waar hij geregeld kwam. Op 10 juli 1991 ontving hij uit handen van voorzitter Louis Vanvelthoven de Gouden Erepenning van de Vlaamse Raad.
- Gemeinsame Normdatei: 132890461
- International Standard Name Identifier: 0000 0000 8329 0840
- Library of Congress Control Number: n86037493
- Nederlandse Thesaurus van Auteursnamen: 069866716
- Système universitaire de documentation: 117988553
- Virtual International Authority File: 117503493
- WorldCat: E39PBJyWVHbWhMvvVmcfVcGWDq